# Рогізка (притока Десни)
Рогізна (Рогізка, Рогозна) — річка в Україні, у Новгород-Сіверському районі Чернігівської області. Права притока Десни (басейн Дніпра).

## Опис
Довжина річки 19 км., похил річки — 2,5 м/км. Площа басейну 145 км².
Заплава у нижній течії почасти заболочена. Річище звивисте. Річкова долина переважно завширшки до 400-500 м. 

## Притоки
- П'ятьма (права).

## Розташування
Бере початок на північному заході від Миколаївського у гідрологічному заказнику "Михальчино-Слобідський. Тече переважно на північний схід через гідрологічні заказники «Купель», "Рогозинське і на північно-східній околиці Каміня впадає у річку Десну, ліву притоку Дніпра.
Населені пункти вздовж берегової смуги: Михальчина Слобода, Діброва, Богданове, Грем'яч.
Річку перетинає автомобільна дорога Н27